# Huzzija I
Huzzija I, Huzzijas I – król hetycki z czasów istnienia królestwa starohetyckiego, panujący w latach ok. 1530-1525 p.n.e. Zastąpił na tronie Ammunę w wyniku krwawego przewrotu pałacowego. Według Edyktu Telepinu chciał on też pozbawić życia swego szwagra Telepinu, ten jednak dowiedział się o spisku, pojmał Huzziję i skazał go i jego braci na wygnanie. 